# Luca Rastelli
Luca Rastelli (Cremona, 29 de diciembre de 1999) es un ciclista italiano que fue profesional entre 2018 y enero de 2024.

## Palmarés
No consiguió victorias como profesional.

## Resultados en Grandes Vueltas
| Carrera | Carrera         | 2020 | 2021 | 2022  | 2023 |
| ------- | --------------- | ---- | ---- | ----- | ---- |
|         | Giro de Italia  | —    | —    | 106.º | —    |
|         | Tour de Francia | —    | —    | —     | —    |
|         | Vuelta a España | —    | —    | —     | —    |

—: No participa

Ab.: Abandona

## Equipos
- Biesse Carrera Gavardo (2018)
- Team Colpack Ballan (2020-2021)[3]
- Bardiani-CSF-Faizanè (2022-2023)
  - Bardiani-CSF-Faizanè (2022)
  - Green Project-Bardiani CSF-Faizanè (2023)
- Work Service-Vitalcare-Dynatek (2024)